# Le Méridien de Greenwich
Ne doit pas être confondu avec Méridien de Greenwich.
Le Méridien de Greenwich est un roman de Jean Echenoz paru le 1er mars 1979 aux éditions de Minuit et ayant reçu le prix Fénéon l'année suivante.

## Analyse
Le Méridien de Greenwich, premier roman de Jean Echenoz, est à envisager du point de vue de la réflexivité de l’écriture : le texte est constamment mis en abyme par un jeu de récits emboîtés, des références parodiques au roman d'aventures, notamment à L'Île mystérieuse de Jules Verne, ainsi que l'omniprésence des puzzles.
Echenoz, en reprennant les récits de Michel Tournier et de Le Clézio, reprend en même temps qu'il démythifie le mythe de Robinson. L’appareil de projection cinématographique dans l’incipit du roman représente avec fantaisie le cyclope Polyphème, l'auteur l'ayant doté de deux paupières closes signifiant la cécité de l’homme moderne quant aux mythes. Par ailleurs, si les personnages sont peu ou prou issu du mythe de Robinson, la description de l’île parodie le mythe en question : le décor, « théâtral à force d’être maritime », est corrodé par l’artificialité. La végétation est décevante, trouée par un carré de béton ou par un petit arbre maculé de cambouis ; des « arbres-bouteilles » rappelant le paradoxe wildéen selon lequel la nature imite l’art.

## Éditions
- Les Éditions de Minuit, 1979 (rééd. 1989, 1992, 1999, 2001, 2009[2]),  (ISBN 9782707302540).